# Venă cavă superioară
Vena cavă superioară este partea superioară a celor două vene cave, mari trunchiuri venoase care readuc sângele deoxigenat din circulația sistemică în atriul drept al inimii. Este o venă cu un diametru mare (24 mm) și lungime scurtă, care colectează sângele din jumătatea superioară a corpului, deasupra diafragmei . Sângele venos din jumătatea inferioară, de sub diafragmă, este colectat de către vena cava inferioară.Vena cavă superioară este localizată în mediastinul superior drept anterior.  Este locul tipic de acces venos central pentru cateterul venos central sau un cateterul central inserat periferic.

## Anatomie
Vena cava superioară este formată din vene brachiocefalice stângi sau drepte sau innominate, care primesc sânge de la membrele superioare, ochi și gât, în spatele marginii inferioare a primului cartilaj costal drept. Trece vertical în jos în spatele primului spațiu intercostal și primește vena azygos chiar înainte să străpungă pericardul fibros opus cartilajului costal drept secundar, iar partea sa inferioară este intrapericardică. Și apoi, se termină în partea superioară și posterioară a sinusului venos al atriului drept, în porțiunea superioară dreaptă a inimii. Este, de asemenea, cunoscută sub numele de vena cavă craniană, la alte animale. Nici o valvă nu separă vena cavă superioară de atriul drept. 

## Semnificație clinică
Obstrucția venei cave superioare se referă la o obstrucție parțială sau completă a venei cave superioare, tipic în contextul cancerului, cum ar fi cancerul pulmonar, cancer metastatic sau limfom. Obstrucția poate duce la vene dilatate la nivelul capului și gâtului și poate provoca respirație îngreunată, tuse, dureri în piept și dificultăți de înghițire. Semnul lui Pemberton poate fi pozitiv. Tumorile care provoacă obstrucție pot fi tratate cu chimioterapie și / sau radioterapie pentru a le reduce efectele, iar corticosteroizii pot fi și ei administrați. 
În refluxul valvei tricuspide, aceste impulsuri sunt foarte puternice. 
Nici o valvă nu desparte vena cavă superioară de atriul drept. Drept urmare, contracțiile ventriculare (dreapta) și atriale (dreapta) sunt conduse către vena jugulară internă și, prin mușchiul sternocleidomastoid, poate fi văzută ca presiunea venoasă jugulară . 

## Imagini suplimentare

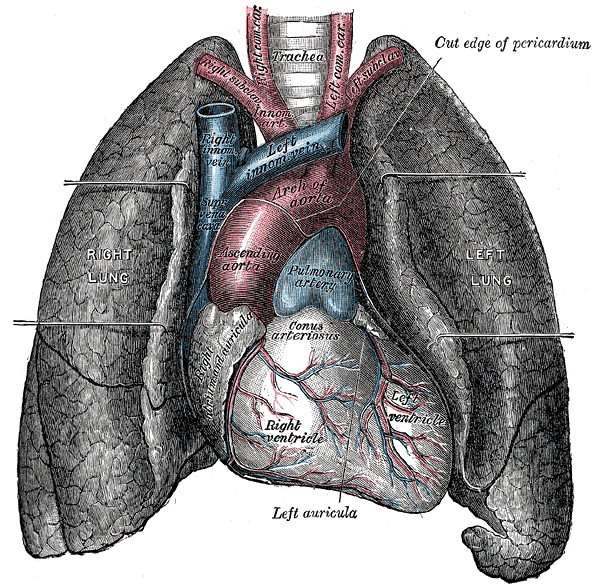
Toraxul, privit din față, care arată vena cava superioară dintre inimă și plămâni.
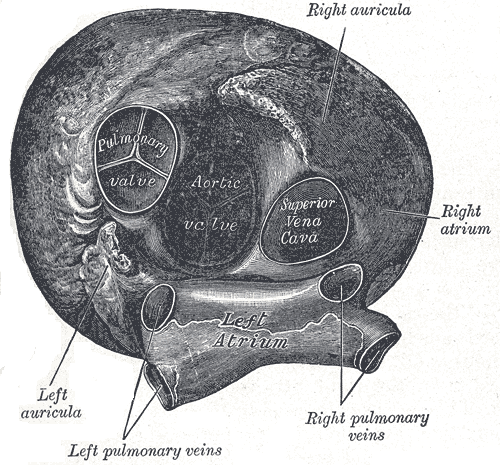
Inima văzută de sus, cu intrarea fără valvă a vevei cava superioară vizibilă în partea dreaptă.
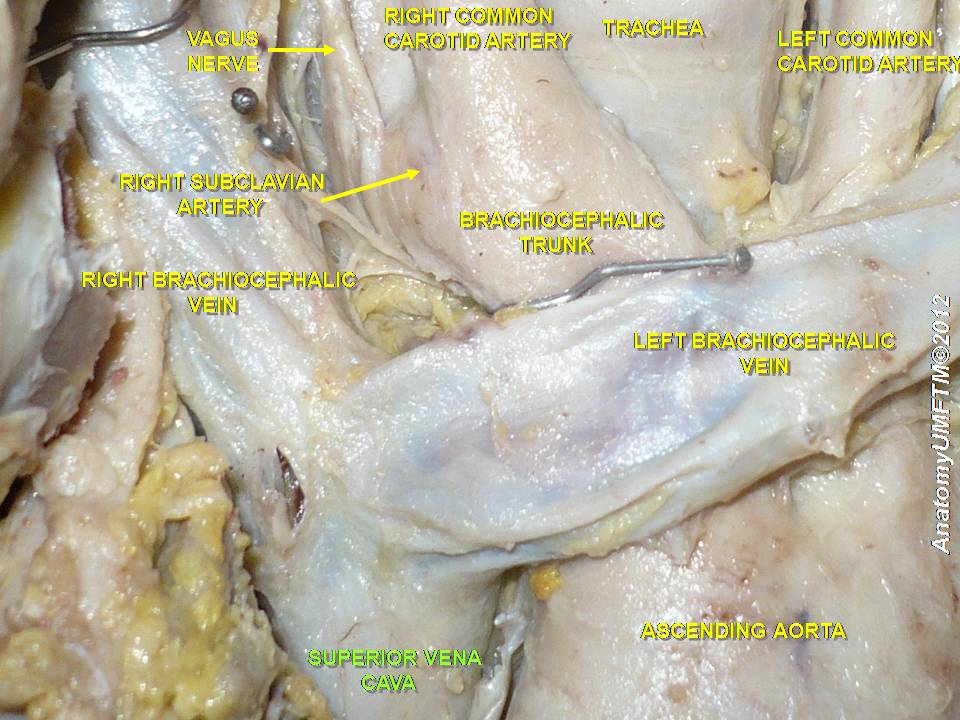
Vena cava superioară într-un exemplar cadaveric .
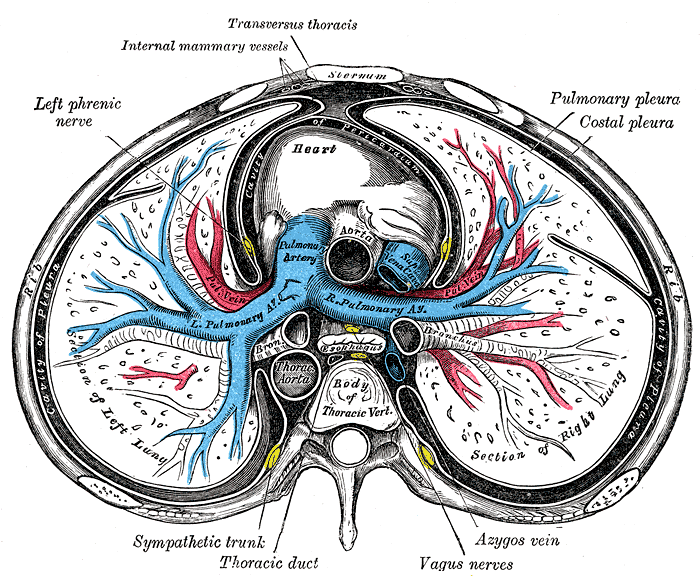
Secțiunea transversală a toracelului care arată formarea vena cava superioară.